# 饒寶書
饒寶書（1861年—1912年），廣東嘉應直隸州興寧縣（今廣東省梅州市興寧市）人，清朝官员、進士出身。
光緒十五年，鄉試中舉；光緒十八年，登進士，同年五月，以主事分部学习。光緒二十二年，任記名總理衙門章京。光緒二十九年，任外務部榷算司主事。光緒三十二年，任外務部和會司員外郎。光緒三十四年，任外務部榷算司郎中。宣統元年，交軍機處記名遇有海關道缺出請旨簡放。民國元年，任外交部通商司司長